# فانندو آدی
فانندو آدی (انگلیسی: Fanendo Adi؛ زادهٔ ۱۰ اکتبر ۱۹۹۰) بازیکن فوتبال سابق اهل نیجریه است که در پست مهاجم بازی می‌کرد.
از باشگاه‌هایی که در آن بازی کرده‌است می‌توان به باشگاه فوتبال کپنهاگن، باشگاه ورزشی آ اس ترنچین، پورتلند تیمبرز، باشگاه فوتبال کلمبوس کرو، باشگاه فوتبال مینه‌سوتا یونایتد، باشگاه فوتبال سینسیناتی، باشگاه فوتبال تاوریا سیمفروپول، باشگاه فوتبال دینامو کی‌یف، و باشگاه فوتبال متالورگ دونتسک اشاره کرد.
وی همچنین در تیم ملی فوتبال زیر ۲۳ سال نیجریه بازی کرده‌است.